# Croton grewioides
Espèce
Croton grewioides est une espèce de plantes à fleurs du genre Croton et de la famille des Euphorbiaceae, présente au nord-est du Brésil (jusqu'au Minas Gerais).
Il a pour synonymes :
- Croton glycosmeus, Müll.Arg., 1865
- Oxydectes grewioides, (Baill.) Kuntze